# Rose Hobart
Rose Hobart, nata Rose Kefer (New York, 1º maggio 1906 – Woodland Hills, 29 agosto 2000), è stata un'attrice statunitense.

## Biografia
Nata a New York, iniziò la carriera sul palcoscenico, dove nel 1929 interpretò il ruolo di Grazia nell'opera teatrale La morte in vacanza.
Dal 1915 al 1949 partecipò a più di 30 film, tra cui Il dottor Jekyll (1931), Peccatrici folli (1940), Le fanciulle delle follie (1941) ed altri. La sua carriera fu compromessa quando rifiutò di rispondere alla Commissione per le attività antiamericane. Riprese a lavorare dalla fine degli anni sessanta all'inizio degli anni settanta in alcuni episodi di serie televisive.
Nel 1994 pubblicò un'autobiografia, A Steady Digression to a Fixed Point; morì nel 2000 a Woodland Hills, all'età di 94 anni, per cause naturali.

## Filmografia parziale

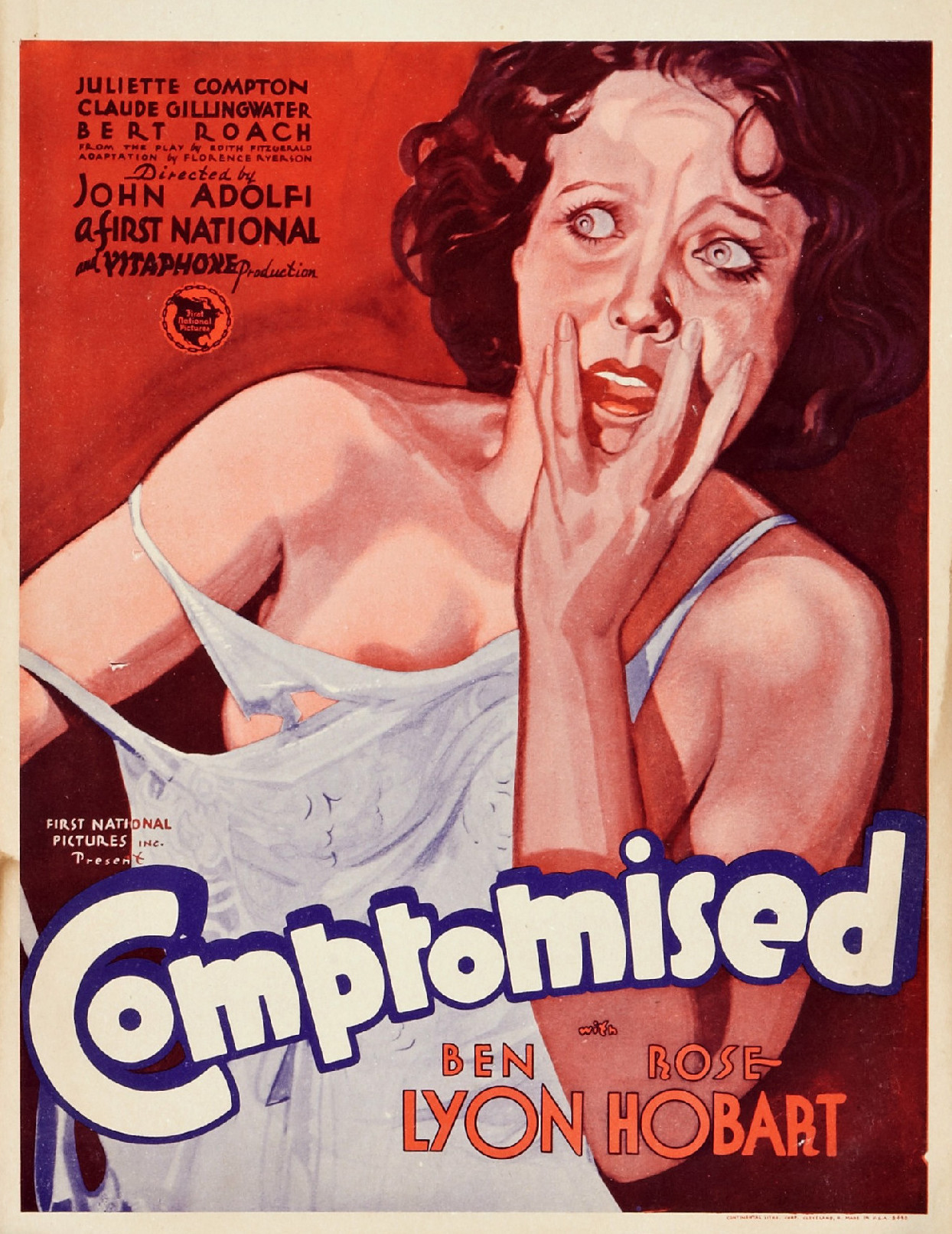
L'attrice raffigurata sulla locandina di Compromised (1931)

- La leggenda di Liliom (Liliom), regia di Frank Borzage (1930)
- Compromised, regia di John G. Adolfi (1931)
- La beffa dell'amore (Chances), regia di Allan Dwan (1931)
- Borneo selvaggio (East of Borneo), regia di George Melford (1931)
- Il dottor Jekyll (Dr. Jekyll and Mr. Hyde), regia di Rouben Mamoulian (1931)
- L'ultimo scandalo (Scandal for Sale), regia di Russell Mack (1932)
- L'usurpatore (Tower of London), regia di Rowland V. Lee (1939)
- Peccatrici folli (Susan and God), regia di George Cukor (1940)
- Le fanciulle delle follie (Ziegfeld Girl), regia di Robert Z. Leonard, Busby Berkeley (1941)
- La femmina di Singapore (Singapore Woman), regia di Jean Negulesco (1941)
- Il difensore di Manila (Salute to the Marines), regia di S. Sylvan Simon (1943)
- The Mad Ghoul, regia di James Hogan (1943)
- È fuggita una stella (Song of the Open Road), regia di S. Sylvan Simon (1944)
- Lo strangolatore di Brighton (The Brighton Strangler), regia di Max Nosseck (1945)
- Nebbie (Conflict), regia di Curtis Bernhardt (1945)
- Il vampiro dell'isola (Isle of the Dead), regia di Mark Robson (1945)
- La vita è nostra (Claudia and David), regia di Walter Lang (1946)
- I conquistatori (Canyon Passage), regia di Jacques Tourneur (1946)
- La moglie celebre (The Farmer's Daughter), regia di H.C. Potter (1947)
- Il giudice Timberlane (Cass Timberlane), regia di George Sidney (1947)
- La signorina rompicollo (Mickey), regia di Ralph Murphy (1948)
- La maschera dei Borgia (Bride of Vengeance), regia di Mitchell Leisen (1949)

## Doppiatrici italiane
- Clelia Bernacchi in Peccatrici folli, La moglie celebre
- Tina Lattanzi in Nebbie